# 2013 par pays en Océanie

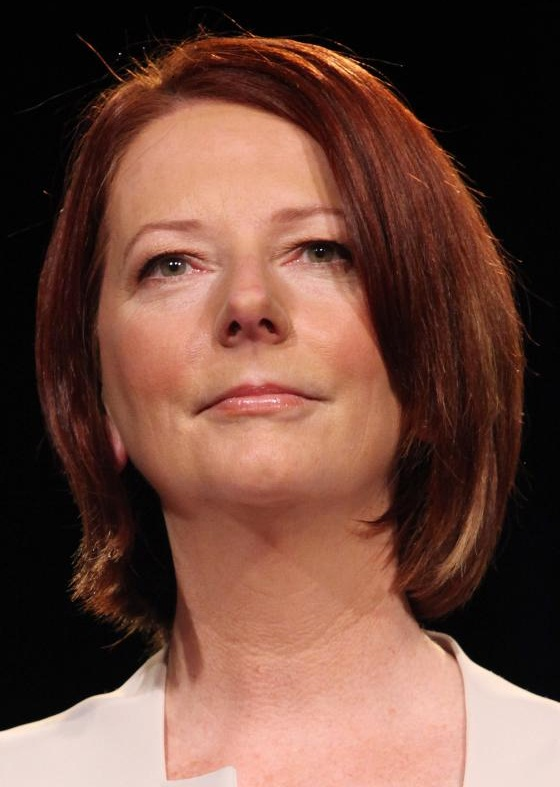
Julia Gillard, première femme Premier ministre d'Australie, est destituée par son parti en juin.

Les événements de l'année 2013 en Océanie. Cet article traite des événements ayant marqué les pays situés en Océanie.
2011 par pays en Océanie - 2012 par pays en Océanie - 2013 - 2014 par pays en Océanie - 2015 par pays en Océanie
2011 en Océanie - 2012 en Océanie - 2013 en Océanie - 2014 en Océanie - 2015 en Océanie

## Australie
- 1er janvier : L'Australie devient membre non-permanent du Conseil de sécurité des Nations unies[1].

- 4 janvier : Un incendie de brousse affecte grièvement treize villes ou villages dans le sud de la Tasmanie, menant à l'évacuation de près de 3 000 personnes[2],[3]. Au cours des jours qui suivent, facilités par une chaleur sèche et par le vent, de nombreux incendies se déclarent dans le Victoria et en Nouvelle-Galles du Sud ; un pompier est gravement blessé aux mains et au visage[4].

- 26 janvier : à la suite du passage du cyclone Oswald, le Queensland est frappé par des inondations sans précédent, qui font au moins trois morts[5].

- 14 mars : Adam Giles (du Parti libéral rural) devient ministre en chef du Territoire du Nord. Il est le premier Aborigène à prendre la tête d'un gouvernement en Australie[6].

- 21 mars : La Première ministre Julia Gillard et le Parlement australien présentent les excuses de la nation aux victimes des adoptions forcées entre les années 1930 et 1980 (en), cinq ans après les excuses du gouvernement et du Parlement aux Générations volées aborigènes[7].

- 2 juin : Décès de Mandawuy Yunupingu (né le 17 septembre 1956), célèbre chanteur aborigène australien[8].

- 21 juin : Décès (en Italie) du peintre australien Jeffrey Smart (né le 26 juillet 1921)[9].

- 26 juin : Les députés travaillistes à la Chambre des Représentants choisissent, par 57 voix contre 45, de ne plus accorder leur confiance à Julia Gillard comme chef du parti, et d'en confier la direction à Kevin Rudd. En accord avec les règles tacites du système de Westminster, Gillard démissionne du poste de Premier ministre, et conseille au Gouverneur général Quentin Bryce de nommer Rudd à la tête du gouvernement. Ce changement intervient alors que les sondages prédisent une défaite catastrophique pour les Travaillistes aux élections législatives de septembre si Gillard demeure à la tête du parti[10]. Rudd est nommé Premier ministre le lendemain[11].

- 19 juillet : Les Premiers ministres australien et papou-néo-guinéen, Kevin Rudd et Peter O'Neill, annoncent que désormais tout demandeur d'asile arrivant en Australie par bateau clandestin serait expédié en Papouasie-Nouvelle-Guinée, où sa demande serait examinée par les autorités papou-néo-guinéennes. Les clandestins étant de « vrais réfugiés » obtiendraient l'autorisation de rester en Papouasie-Nouvelle-Guinée, mais non pas en Australie. En contrepartie, l'Australie accroît l'aide au développement qu'elle fournit à la Papouasie-Nouvelle-Guinée, notamment dans les secteurs de la santé et de l'éducation. La question des clandestins arrivés en Australie par bateau avait été depuis longtemps un enjeu politique majeur. (Voir : Solution du Pacifique.)[12]

- 3 août : Après la Papouasie-Nouvelle-Guinée (ci-dessus), Nauru, sous son président Baron Waqa, accepte (en échange d'une aide financière) d'accueillir de manière permanente des réfugiés politiques arrivés clandestinement en Australie par bateau[13]. Le  gouvernement nauruan précise toutefois que ces éventuels immigrés ne pourront pas être naturalisés nauruans[14].

- 7 septembre : Élections législatives fédérales pour renouveler l'ensemble de la Chambre des représentants et la moitié du Sénat. Le gouvernement travailliste minoritaire de Kevin Rudd est battu par la coalition de droite que dirige Tony Abbott. Ce dernier obtient une majorité absolue à la Chambre des Représentants, lui permettant de devenir Premier ministre[15].

- 22 novembre : Quentin Bryce, Gouverneur général d'Australie, s'exprime publiquement en faveur d'une république australienne, ainsi que pour la légalisation du mariage homosexuel[16].

## Îles Mariannes du Nord
- 20 mars : Benigno Fitial est le premier gouverneurs des îles Mariannes du Nord à démissionner de son poste, étant accusé de corruption et de plusieurs autres délits. Son lieutenant-gouverneur Eloy Inos lui succède, tandis que le président du Sénat, Jude Hofschneider, devient lieutenant-gouverneur[17].

## Îles Marshall
- début mai : Le gouvernement déclare un état de catastrophe naturelle, en raison de la sécheresse. Des milliers de personnes manquent d'eau potable, et la production agricole est fortement affectée[18].

## Micronésie
- 5 mars : Élections législatives fédérales de mi-mandat. Il n'y a pas de partis politiques, et la quasi-totalité des sortants sont réélus[19].

## Nouvelle-Zélande

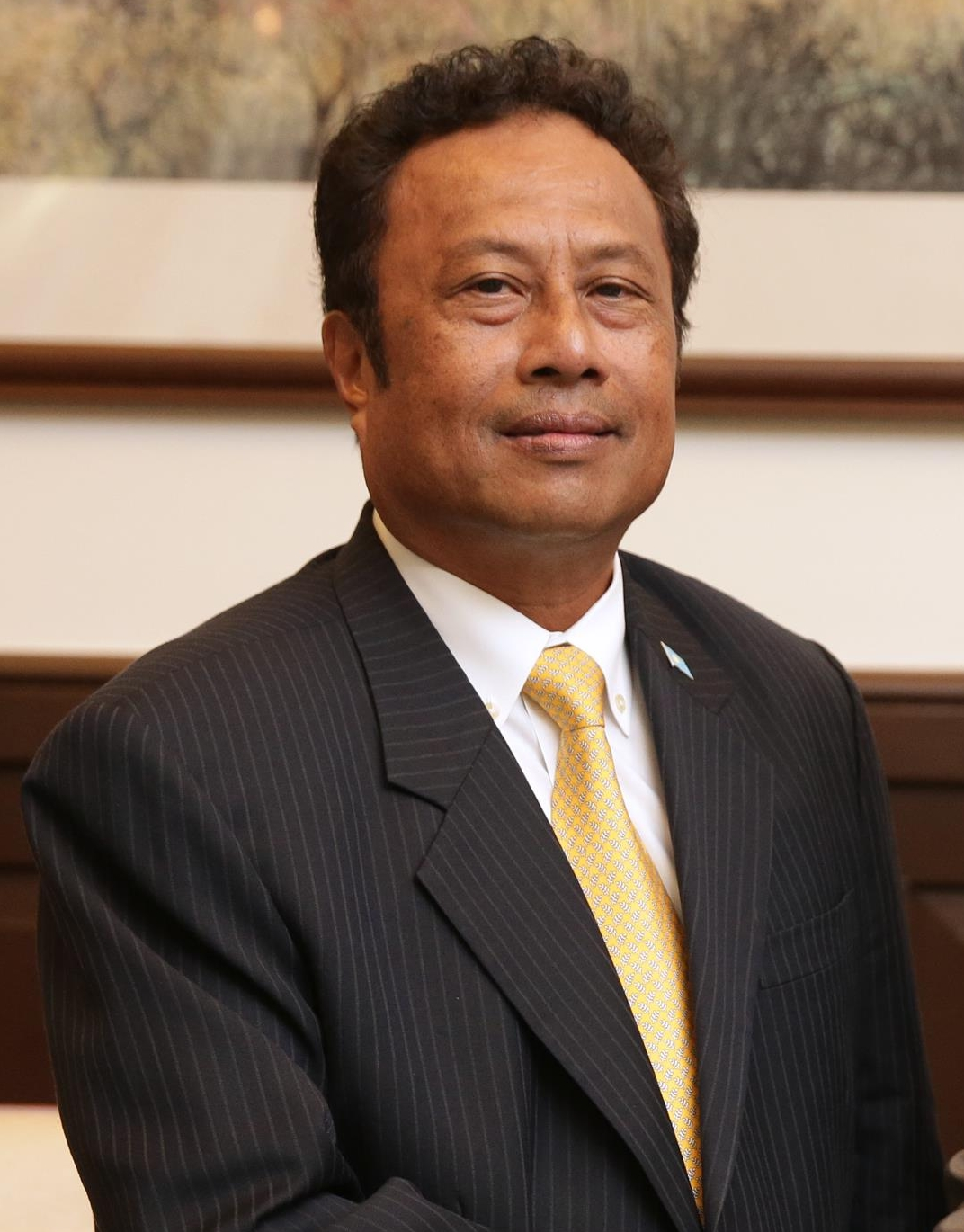
Ayant remporté l'élection présidentielle le 6 novembre 2012, Tommy Remengesau devient président de la république des Palaos le 17 janvier.

## Île de Pâques
- janvier : Leviante Araki, porte-parole de la communauté rapanui (autochtone), « menace de déclarer [l']indépendance vis-à-vis du Chili », accusé de « de s'approprier des terres, des emplois dans le tourisme » et de négliger l'économie de l'île. Il propose un rattachement de l'île de Pâques à la Polynésie française[20].

## Samoa américaines
- 4 janvier : élu Gouverneur le 20 novembre 2012, Lolo Matalasi Moliga entre en fonction[21].